# Спіру-Харет
Спіру-Харет (рум. Spiru Haret) — село у повіті Бреїла в Румунії. Входить до складу комуни Бертештій-де-Жос.
Село розташоване на відстані 138 км на схід від Бухареста, 47 км на південь від Бреїли, 104 км на північний захід від Констанци, 65 км на південь від Галаца.

## Населення
За даними перепису населення 2002 року у селі проживали 1589 осіб. Усі жителі села рідною мовою назвали румунську.
Національний склад населення села:
| Національність | Кількість осіб | Відсоток |
| -------------- | -------------- | -------- |
| румуни         | 1480           | 93,1%    |
| цигани         | 108            | 6,8%     |